# エリーゼ・エストラーダ
エリーゼ・エストラーダ（Elise Estrada、1987年7月30日 - ）はカナダの歌手、女優。フィリピンマリキナ出身。妹は歌手のエマリン・エストラーダ。